# يوخن شتيرن
يوخن شتيرن (بالألمانية: Jochen Stern) (و. 1928 – م) هو ممثل، وكاتب عمومي، وكاتب من ألمانيا . ولد في فرانكفورت.

## جوائز
حصل على جوائز منها:
- صليب وسام الاستحقاق من جمهورية ألمانيا الاتحادية.

## روابط خارجية
- يوخن شتيرن على موقع IMDb (الإنجليزية)
- يوخن شتيرن على موقع ألو سيني (الفرنسية)
- يوخن شتيرن على موقع أول موفي (الإنجليزية)
- يوخن شتيرن على موقع قاعدة بيانات الفيلم (الإنجليزية)
- يوخن شتيرن على موقع كينوبويسك (الروسية)